# چا چا نامدار
چا چا نامدار (انگلیسی: Cha Cha Namdar؛ زاده ۱۵ ژوئیهٔ ۱۹۵۶) یک بازیکن فوتبال اهل ایران است.